# 岩瀨郡
岩瀨郡（日语：／ Iwase gun */?）是福島縣的一郡。人口 19,058人、面積256.81 km²（2007年）。
現轄有以下1町、1村。
- 鏡石町
- 天榮村